# لشکر ۷۳ پیاده (کره جنوبی)
لشکر ۷۳ پیاده کره جنوبی (انگلیسی: 73rd Infantry Division) لشکر پیاده‌نظام نیروی زمینی جمهوری کره است، که در سال ۱۹۸۷ تأسیس شد.
لشکر ۷۳ پیاده یک تشکیلات نظامی از نیروهای ذخیره جمهوری کره است. این لشکر تابع فرماندهی نیروهای بسیج کره جنوبی است و ستاد فرماندهی آن در شهر نامیانگجو، استان گیونگی-دو قرار دارد. در زمان صلح، مسئول آموزش جذب نیرو و فعال به عنوان یک واحد نظامی خط دوم است.